# 的里雅斯特港

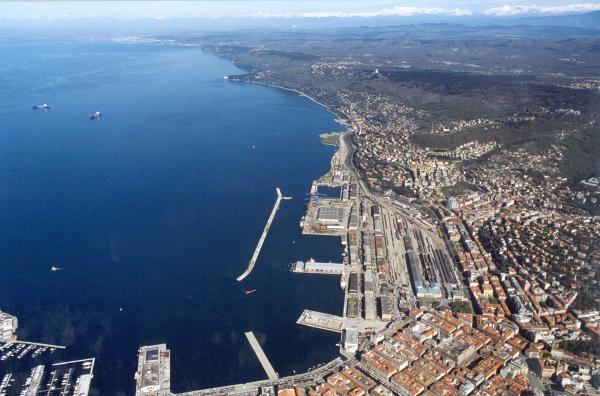
的里雅斯特港

45°39′32″N 13°45′49″E / 45.6589°N 13.7636°E
的里雅斯特港（義大利語：Porto di Trieste），是位於亞德里亞海北部，義大利的里雅斯特的一座港口。的里雅斯特港分為五個區域，其中三個是商港，還有兩個是工業港。的里雅斯特港始建於16世紀，在哈布斯堡王朝統治時期和義大利統一後都是義大利的重要港口。